# Булгарські руни
Булгарські руни — рунічна писемність протоболгар (булгар, давніх болгар), вживалася в VI—X століттях, деякий час — на Балканах паралельно з кирилицею. Паралельно у протоболгар у Причорномор'ї та у волзьких булгар була в обігу так звана доно-кубанська писемність, яка безпосередньо не пов'язана з булгарськими рунами.
Найзначніші знахідки зроблені в Мурфатларі (Румунії) і в першій болгарській столиці Плисці. Відповідно до думки тюрколога І. Л. Кизласова, «складена з різнорідних знаків, що мають і грецькі, і кириличні, і тамгові особливості, самобутні форми і лігатури, ця писемність, незважаючи на ряд її руноподібних знаків, не схожа ні на один з відомих абеток тюркомовних народів. Її не слід відносити до рунічних, ні називати такою». Однак йому опонують інші дослідники протоболгарських рун: наприклад, болгарський професор Рашо Рашев, який відносить протоболгарські руни до рунічного типу писемності, поширеній від Центральної Азії до Європи. Професор з Болгарії В. Бешевлієв також називає булгарську писемність «рунічною»; на думку Бешевлієва, як і у германців, у протоболгар руни мали більше магічне значення.

## Спроби дешифровки
Дотепер булгарська писемність не має загальновизнаного дешифрування. Проблема пов'язана з малою кількістю матеріалу.

### Тюркська теорія

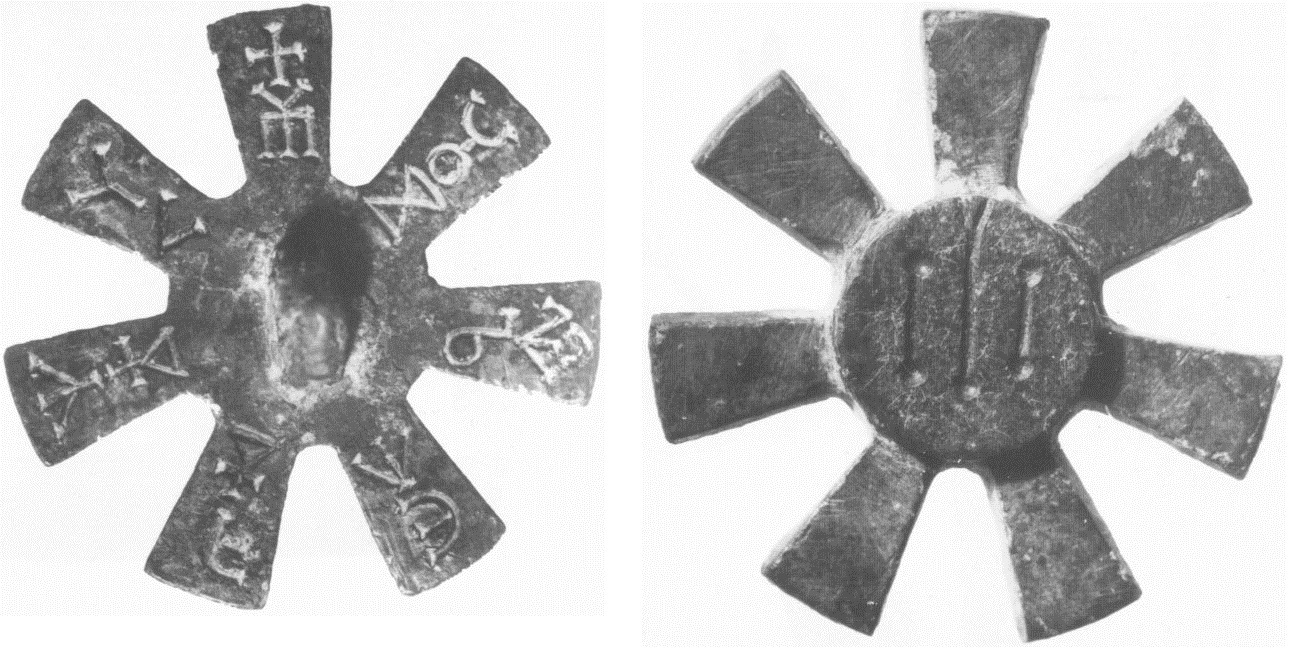
Розетка з Плиски. Бронзовий артефакт, який демонструє протоболгарські руни.

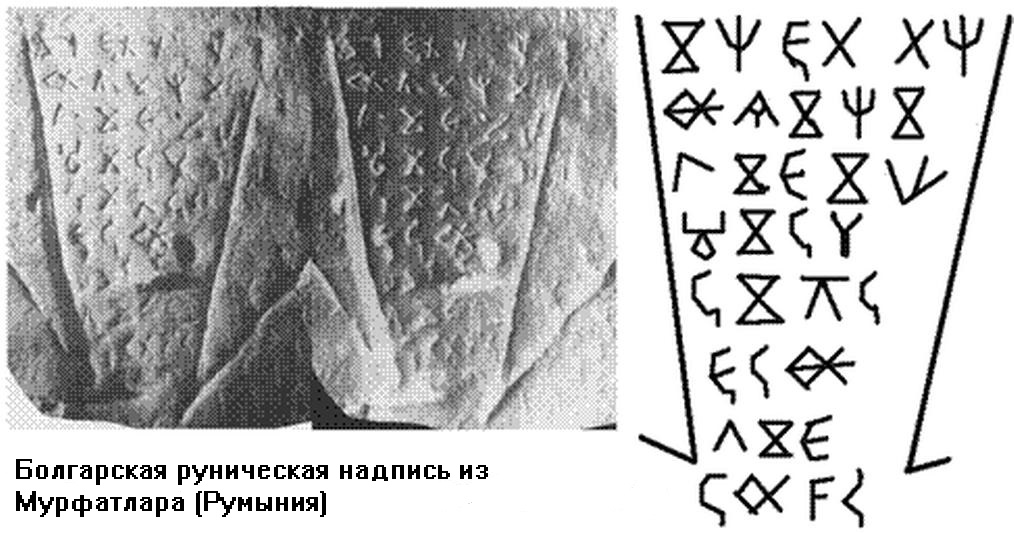
Приклад болгарських рун з Мурфатлара (Румунія)

Згідно з теоріями тюркологів, булгари були народом тюркського походження. З цієї причини спроби дешифрування засновані на тюркській лексики і Орхонській писемності. Однак спроби дешифрування не мали успіху серед тюркологів.

### Східно-іранська теорія
Згідно з неакадемічною версією, яку підтримують економічний історик Петро Добрев, лікар Живко Гочев Войников та ін., булгарські руни написані мовою іранської групи й походять від паміро-сакського письма, також недешифрованого. На думку П. Добрева, на відміну від орхоно-єнісейських рун, вони писалися і читалися зліва направо. При дешифруванні булгарських рун Добрев використовував «метод» Г. Ф. Турчанінова. В результаті мова протобулгар була визначена як східно-іранська і близька до памірських мов. Як додатковий доказ своєї теорії П. Добрев наводить написи протоболгарською мовою грецьким письмом, визначаючи мову написів як індо-європейську, яка має аналогії в іранських мовах. Нині попри те, що дешифрування було в цілому успішним, воно не набуло широкого визнання. Подальші дослідження рун продовжив Ж. Войников.
Деякі руни з булгарської рунічної абетки аналогічні глаголиці і кирилиці, зокрема літери б, ять, ъ, ь, ж, з, у, ф, ц(џ), ч, ш, щ(ⱋ), э(Ⰵ) і носові голосні.

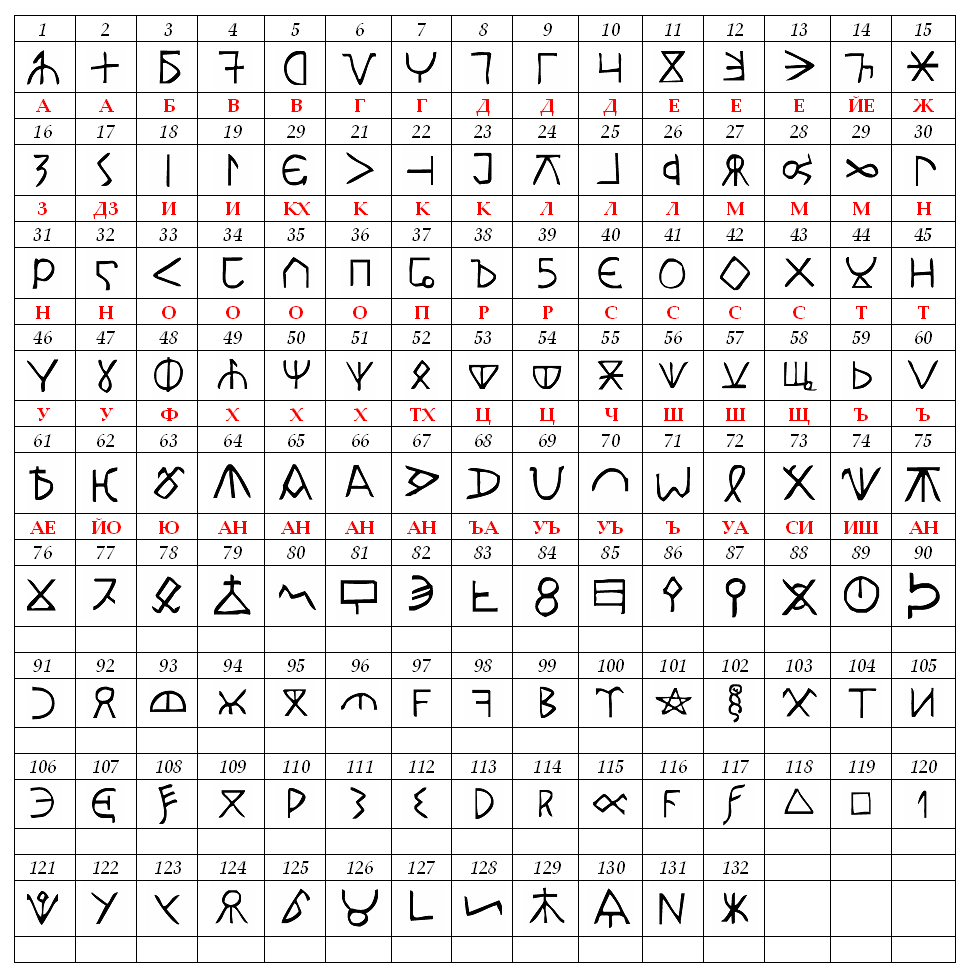
132 знаки, зв'язані с протоболгарами (по П. Добреву)